# Нагрудный знак «За прорыв морской блокады»
Нагрудный знак «За Прорыв морской блокады» (нем. Abzeichen für Blockadebrecher) — немецкая награда в виде нагрудного знака, которой награждались матросы и офицеры Кригсмарине, чья служба на военных или транспортных кораблях способствовала прорыву морской блокады Германии. Уменьшенная в два раза копия этого знака вручалась гражданским лицам и членам команд торговых кораблей. Учреждена Гитлером 1 апреля 1940 года.

## Основание награждения
- За умелое руководство.
- За прорыв блокады и разблокирование доков немецких портов.
- За нахождение на судне, потерявшем управление вследствие вражеской атаки.
- За ранение во время боевых действий на море.
- За потопление собственного судна в целях избежания его захвата вражеской стороной.
- За причинение ущерба вражескому судну.
- За любые действия по предотвращению захвата немецкого корабля.

Этой наградой могли также награждаться моряки дружественных Германии стран при соблюдении таких же условий награждения.

## Дизайн
Нагрудный знак представлял собой цинковый позолоченный круг из якорных цепей, который разрывает судно, на носовой части которого расположен орёл, сжимающий в когтях свастику.

## Правила ношения
Нагрудный знак носился с левой стороны сразу под Железным крестом 1-го класса или аналогичной ему наградой.